# Robin Bussard
Robin Bussard (Albeuve, 20 de agosto de 2002) es un deportista suizo que compite en esquí de montaña. Ganó una medalla de bronce en el Campeonato Mundial de Esquí de Montaña de 2025, en la prueba de relevo mixto.

## Palmarés internacional
| Campeonato Mundial | Campeonato Mundial | Campeonato Mundial | Campeonato Mundial |
| Año                | Lugar              | Medalla            | Prueba             |
| ------------------ | ------------------ | ------------------ | ------------------ |
| 2025               | Morgins (Suiza)    | Medalla de bronce  | Relevo mixto       |